# Dorcadion mokrzeckii
Pedestredorcadion mokrzeckii là một loài bọ cánh cứng trong họ Cerambycidae.